# Pere Dorca Coromina
Blahoslavený Pere Dorca Coromina, řeholním jménem Anastasi María (30. prosince 1907, Santa Margarida de Bianya – 29. července 1936, Clot dels Aubens) byl španělský římskokatolický kněz, řeholník Řádu karmelitánů a mučedník.

## Život
Narodil se 30. prosince 1907 v Santa Margarida de Bianya.
Roku 1922 vstoupil do kláštera karmelitánů v Olot. O tři roky později složil své časné sliby, přijal hábit a jméno Anastasi María a věčné sliby složil roku 1928. Roku 1931 byl v Římě po studiích vysvěcen na kněze. Po vysvěcení byl poslán do Krakova, aby zde přednášel teologii. Poté se navrátil do své země a stal se profesorem teologie a prefektem studentů v Olot. Jako řeholník byl velmi laskavý a pokorný. Stal se vynikajícím kazatelem a spisovatelem. V červenci roku 1936 byl pozván do kláštera v Tàrreze, aby zde kázal při svátku Panny Marie Karmelské.
Kvůli vypuknutí Španělské občanské války se rozhodl prodloužit si pobyt v tomto klášteře. Dne 20. července byli bratři varováni před útokem milicionářů a převor kláštera otec bl. Àngel se rozhodl uzavřít kostel a pět kandidátů a dva novice poslal domů. Dalšího dne byli vyzváni opustit klášter. Otec Àngel chtěl získat povolení odjezdu bratrů do Itálie, což se mu nepodařilo. Poté byl on, otec Anastasi a deset spolubratrů zatčeno a v noci byli odvezeni na místo zvané Clot dels Aubens nedaleko Cervery. Zde byli všichni zastřeleni. Před výstřely zvolávali Ať žije Kristus Král!. Stalo se tak 29. července 1936.
Těla mučedníků byla spálena a zbytky ostatků byly jedním knězem sesbírány a uloženy do karmelitánského kostela v Tàrreze.

## Proces blahořečení
Jeho proces blahořečení byl zahájen roku 1959 v arcidiecézi Barcelona spolu s dalšími patnácti karmelitánskými spolubratry a jednou řeholnicí.
Dne 26. června 2006 uznal papež Benedikt XVI. jejich mučednictví. Blahořečeni byli 28. října 2007.